# Per W. Persson
Per Walter Persson, känd som Per W. Persson, född 20 mars 1928 i Lund, död 2 maj 2020 i Malmö, var en svensk arkitekt.
Persson, som var son till byggmästare Albert Persson och Albina Andersson, avlade studentexamen i Malmö 1948 och utexaminerades från Chalmers tekniska högskola 1956. Han var anställd hos Lund & Valentin arkitekter i Göteborg 1955–1958 och tillsammans med Tage Jansson och Lars Trogard delägare i Jansson Persson Trogard Arkitektkontor AB i Malmö från 1959. Persson ritade bland annat modern bostadsbebyggelse i Malmö, däribland Vårsången 6 i bostadsområdet Lindängen (1972–1973). Han gravsattes på Uppåkra kyrkogård.